# 麦角碱
麦角碱是一种含氮生物碱，分子式C16H16N2，属于麥角靈衍生物。